# Sommer in Orange
Sommer in Orange ist ein deutscher Spielfilm von Marcus H. Rosenmüller aus dem Jahr 2011. Die Culture-Clash-Komödie handelt von einer Gruppe Berliner Bhagwan-Anhänger, die sich Anfang der 1980er-Jahre in der oberbayerischen Provinz niederlassen. Nach dem Kinostart im August 2011 erreichte der Film in Deutschland etwa 570.000 Zuschauer.

## Handlung
Die Berlinerin Amrita lebt mit ihren Kindern, der zwölfjährigen Lili und dem neunjährigen Fabian, in einer Kreuzberger Sannyasin-Kommune. Als Amritas aktueller Liebhaber Siddharta einen alten Bauernhof im oberbayerischen Talbichl erbt, beschließt die Gemeinschaft, in das Dorf zu ziehen, um dort ein Therapiezentrum zu eröffnen. Die konservativen Dorfbewohner begegnen den Neuankömmlingen, die sich mit ihrer orangefarbenen Kleidung, ihren Meditationsritualen und ihrer Freizügigkeit abgrenzen, mit Misstrauen. Lili hat durch den Umzug ihre Freunde verloren, gerät in Talbichl zwischen die Fronten und wird in der Schule zur Außenseiterin. In der Folge passt sie sich dort der Kleidung und den Ritualen der Dorfbewohner an, während sie zuhause weiterhin den alternativen Lebensstil ihrer Wohngemeinschaft pflegt. Ihr kleiner Bruder Fabian dagegen erweist sich auf der Suche nach neuen Freunden eher als hinderlich, da er weiter die Ablehnung seiner Mutter gegenüber den Einheimischen teilt. Lili aber fühlt sich von ihr vernachlässigt, da Amrita dauernd mit ihren persönlichen Problemen beschäftigt ist und sich zum Bhagwan-Vertrauten Prem Bramana hingezogen fühlt. Siddharta reagiert auf diese Beziehung ebenso eifersüchtig wie das Kommunenmitglied Gopal, als sich dessen neuer Schwarm Leela mit dem örtlichen Postboten einlässt. Bei einem Dorffest kommt es zum offenen Konflikt zwischen den verschiedenen Gruppen und Personen. Die orange gekleidete Kommune trifft dort nicht nur auf die anderen Dorfbewohner, sondern auch auf Lili und Fabian, die im Trachtenanzug mit den Talbichlern musizieren. Als Prem Bramana Amrita anbietet, ihm nach Oregon zu folgen und die Kinder in eine Kinder-Kommune nach England zu schicken, flieht Lili zur Frau des Dorfbürgermeisters und verursacht weitere Verwicklungen. Doch schließlich nähern sich die gegensätzlichen Parteien einander an.

## Hintergrund

### Drehbuch
Die Drehbuchautorin Ursula Gruber und ihr Bruder, der Produzent Georg Gruber, wuchsen selbst in einer Bhagwan-Kommune in Hohenschäftlarn südlich von München auf. Das Buch basiert auf ihren Kindheitserinnerungen. Für die Dokumentarfilmerin und studierte Ethnologin war es das erste Drehbuch. Im Jahr 2008 überreichte sie es Marcus H. Rosenmüller, der sogleich sein Interesse an dem Stoff bekundete. Rosenmüller hatte Anfang der 2000er-Jahre im indischen Pune seinen Studien-Abschlussfilm gedreht. Auf der Suche nach Filmstoffen hatte er auch den dort angesiedelten Bhagwan-Ashram besucht, war jedoch nicht fündig geworden. Sein Interesse am Buch von Sommer in Orange galt weniger dem spirituellen Aspekt als dem Gegensatz in ihm selbst widerstreitender Interessen: einerseits der Wunsch, wilder und freier zu leben, andererseits die Sehnsucht nach Regeln als Lebensbasis. Grubers Buch enthielt zunächst nicht die „ganz skurrilen, komödiantischen Elemente“; diese entwickelte Rosenmüller gemeinsam mit ihr.

### Besetzung

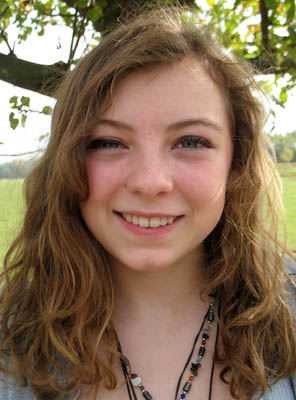
Hauptdarstellerin Amber Bongard (2011)

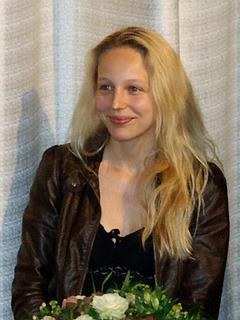
Petra Schmidt-Schaller (2010)

Für die Rolle des Siddharta hatte die Autorin Ursula Gruber, deren Familie ursprünglich aus Österreich stammt, schon beim Schreiben des Drehbuchs den Österreicher Georg Friedrich vorgesehen. Sie nimmt damit Bezug auf die Verhältnisse in der Kommune, in der sie selbst aufwuchs, einer „österreichische[n] Enklave in Bayern“. Mit dem Casting für die weiteren Rollen waren Nessie Nesslauer und die Roxy-Mitarbeiterin Kathrin Küntzel-Sedler betraut. Amber Bongard, die jugendliche Darstellerin der Lili, hatte zuvor als Kinderdarstellerin bereits in zahlreichen Kino- und Fernsehfilmen an der Seite prominenter Schauspieler Dreherfahrung gesammelt. Ihren jüngeren Bruder Fabian spielt Béla Baumann in seiner ersten Filmrolle. Er stammt aus dem Bekanntenkreis des Regisseurs, denn er ist der Sohn des Filmkomponisten Gerd Baumann, der im Film zudem einen kleinen Auftritt als Lilis Vater hat.
Als Darstellerin der Amrita, der wichtigsten Erwachsenenrolle des Films, wurde nach umfangreichen Castings erst spät Petra Schmidt-Schaller ausgewählt. Laut Rosenmüller war mit ausschlaggebend für sie, dass ihre Art, sich beim Tanzen zu bewegen, seinen Vorstellungen von den Sannyasin-Tänzen der damaligen Zeit entsprach. Mit der Produktionsfirma Roxy Film hatte Schmidt-Schaller zuvor bereits in den Filmen Das Beste kommt erst und Almanya – Willkommen in Deutschland gearbeitet. Auch Wiebke Puls, deren festes Theaterengagement nur wenige Filmarbeiten zulässt, war ursprünglich eine von zahlreichen Bewerberinnen für die Rolle der Amrita; stattdessen ist sie im Film als Chandra zu sehen. Die in Bad Cannstatt geborene Daniela Holtz wurde nach einem Casting als Schwäbin Brigitte besetzt. Thomas Loibl konnte beim Casting Autorität ausstrahlen und die Damen beeindrucken und erhielt so die Rolle des charismatischen Prem Bramana.
Viele der weiteren Darsteller waren Rosenmüller bereits aus einer früheren Zusammenarbeit bekannt, beispielsweise Daniel Zillmann (Schwere Jungs), Brigitte Hobmeier (Die Perlmutterfarbe), Heinz-Josef Braun (Wer früher stirbt ist länger tot, Beste Zeit, Beste Gegend) und Bettina Mittendorfer (Beste Gegend).

### Produktion

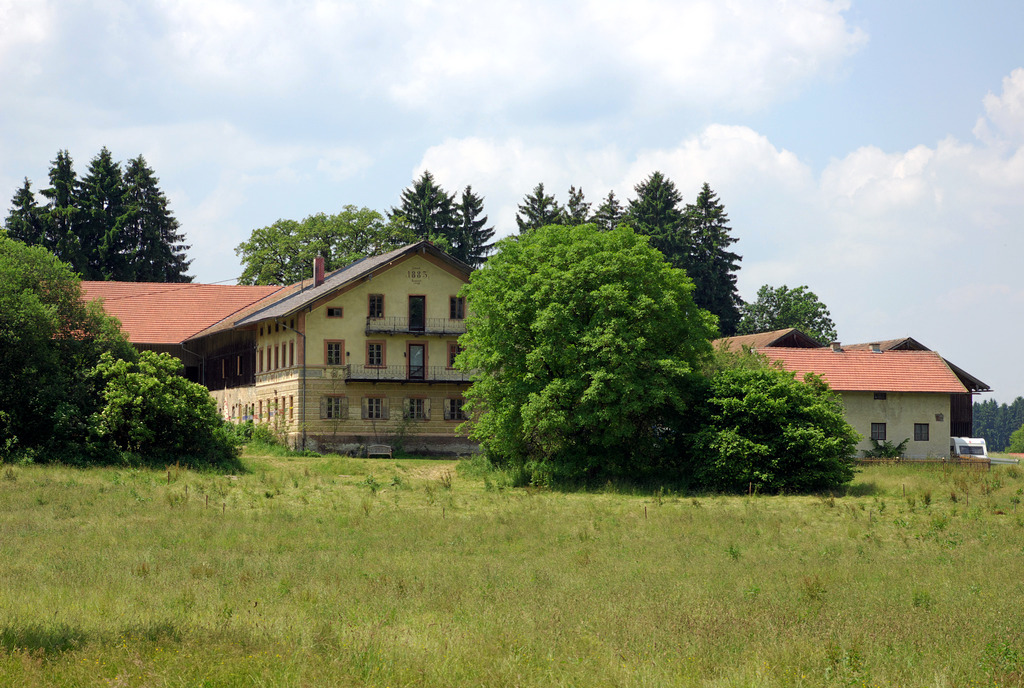
Hauptdrehort: Bauernhof in Oberbiberg

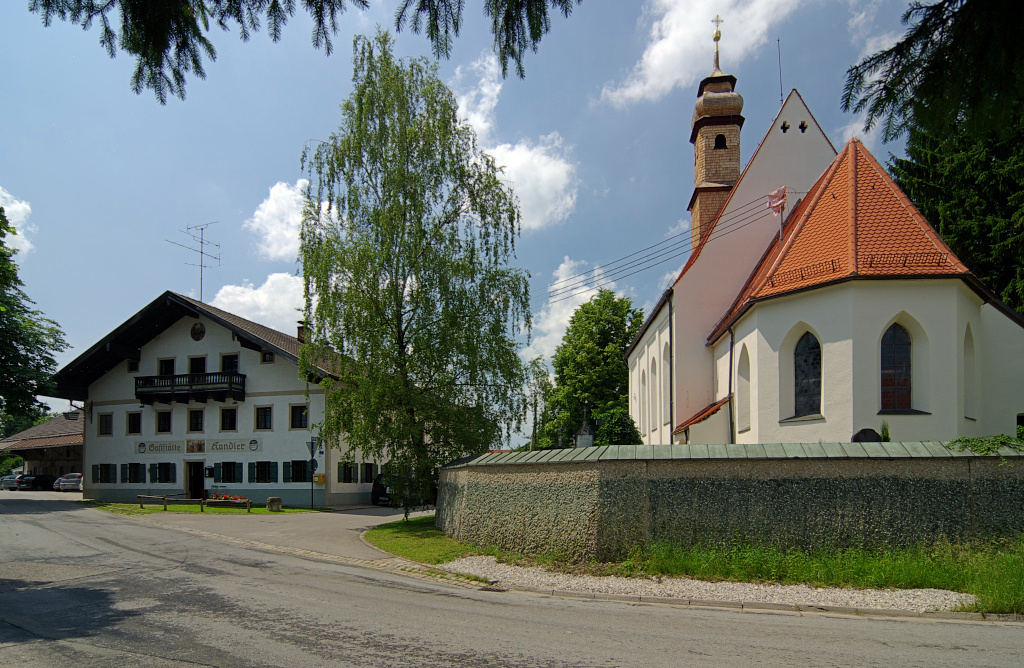
Der Kandlerhof und die Kirche Oberbiberg, dem Hof der Kommune gegenüber gelegen

Der Film entstand unter dem Titel Orange als Produktion von Odeon Pictures und Roxy Film, in Koproduktion mit dem Bayerischen Rundfunk und in Zusammenarbeit mit Arte. Das Budget betrug 3,3 Millionen Euro. Der FilmFernsehFonds Bayern steuerte 850.000 Euro Produktions- und 130.000 Euro Verleihförderung bei. Vom Deutschen Filmförderfonds kamen etwa 536.000 Euro und von der Filmförderungsanstalt 300.000 Euro Projektförderung.
Talbichl ist ein fiktiver Ort. Die Dreharbeiten fanden vom 15. Mai bis 10. Juli 2010 überwiegend in Oberbiberg südlich von München statt. Der Hof, den im Film die WG bewohnt, konnte für Innen- wie Außenaufnahmen genutzt werden. Er liegt nur wenige Meter entfernt vom Kandlerhof, in dem Rosenmüller 2005 seinen Erfolgsfilm Wer früher stirbt ist länger tot gedreht hatte. Auch weitere Nachbargebäude wie die Dorfkirche wurden in die Handlung integriert, ohne dass bei den Außenaufnahmen ein Motivsplitting, also das Aufteilen von Szenen auf verschiedene Drehorte nötig gewesen wäre. Das Dorffest wurde mit zahlreichen Komparsen und der Unterstützung regionaler Trachtenvereine in Baiernrain inszeniert. Als Schulhaus diente die Grundschule im Miesbacher Stadtteil Parsberg.
Die Aufnahmen entstanden auf 35-mm-Film mit Arricam LT und Cooke-S4-Optiken. Die Farbgestaltung im Szenen- und Kostümbild betont mit vorherrschenden Blautönen bei den Dorfbewohnern und Orange bei den Bewohnern der Kommune zunächst die Unterschiede, die jedoch im Verlauf des Films zunehmend aufbrechen.

### Soundtrack
Wie in allen Filmen Rosenmüllers seit Wer früher stirbt ist länger tot komponierte Gerd Baumann die Filmmusik. Er schrieb auch eigens für Sommer in Orange ein Geburtstagslied, da das meistens verwendete Happy Birthday to You vermeintlich noch unter Urheberrechtsschutz stand. Ebenfalls beteiligt waren Mitglieder der Bananafishbones. Das von Baumann komponierte Wunderlied singt Rosalie Eberle. Der Soundtrack erschien am 2. September 2011 bei Normal im Vertrieb Indigo auf CD.

### Veröffentlichung

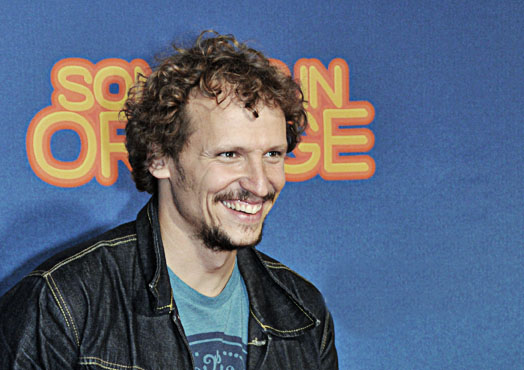
Marcus H. Rosenmüller bei der Premiere am 11. August 2011

Nachdem Sommer in Orange nicht zum Filmfest München 2011 eingeladen worden war, gab es am 9. und 10. Juli 2011 erste Vorpremieren bei den Musikfilmtagen Oberaudorf und dem Freiburger Filmfest. Nach weiteren Previews, unter anderem beim Fünf Seen Filmfestival und mehreren großen Open-Air-Kinoveranstaltungen in Süddeutschland, fand am 11. August die offizielle Filmpremiere im Münchner Mathäser statt. Am 18. August startete Sommer in Orange im Verleih von Majestic Film in 160 deutschen Kinos und erreichte mit 40.000 Besuchern am ersten Wochenende Platz neun der Kinocharts; über 34.000 hatten den Film zuvor bereits in Previews gesehen. Im ersten Monat nach dem Kinostart hielt er sich auf den Plätzen zwei bzw. drei der Arthouse-Kinocharts der AG Kino-Gilde, nach drei Monaten hatte er in Deutschland über 500.000 und bis Ende 2011 über 535.000 Zuschauer erreicht. Damit belegte Sommer in Orange Platz 15 der erfolgreichsten deutschen Filme des Jahres. 2012 erreichte der Film über 34.000 weitere Zuschauer. Mit insgesamt 569.646 Zuschauern ist Sommer in Orange nach den Besucherzahlen der Filmförderungsanstalt der zweiterfolgreichste Film Rosenmüllers nach Wer früher stirbt ist länger tot (Stand: Ende 2012).
In Österreich sahen den Film 22.600 Kinobesucher, in der Schweiz knapp 3.000. Der Kinostart in der Schweiz war am 1. September, in Österreich am 2. September 2011.
Am 20. Januar 2012 erschien Sommer in Orange bei Majestic Home Entertainment auf DVD und Blu-ray Disc im Handel. Beide enthalten als Extras einen Audiokommentar des Regisseurs und der Drehbuchautorin sowie optionale Untertitel. Die Blu-ray ist mit weiterem Bonusmaterial ausgestattet, dazu zählen sechs entfallene Szenen, Outtakes, ein viertelstündiges Making-of, die BR-Dokumentation Der Sound der Heimat über Rosenmüller und die Musik seines Stammkomponisten Gerd Baumann sowie Rosenmüllers 1999 als Student an der Hochschule für Fernsehen und Film München gedrehter Kurzfilm Kümmel und Korn.
Die Erstausstrahlung im Free-TV war am 5. Juli 2013 im deutsch-französischen Kulturkanal Arte. Am 13. Juli 2013 eröffnete der Film für dieses Jahr die ARD-Reihe Sommerkino im Ersten.

## Kritik
Das Lexikon des internationalen Films urteilt: „Das bunte Kaleidoskop an Episoden und Konflikten stellt sowohl die Indien-begeisterten Sinnsucher als auch die bayerischen Provinzler mit mildem Spott dar, entfaltet sich aber angesichts der Fülle an Erzählmaterial allzu kurzatmig. Einige originelle Regie-Einfälle sowie die gute Musik werten den an sich konventionellen Film auf.“
Benedikt Gondolf stellte den Film in der ZDF-Kultursendung Aspekte vor: „Rosenmüllers Figuren sind manchmal nah am Klischee, aber die großartigen Schauspieler geben sie nie dem Gespött preis. Der Film ist im besten Sinne volkstümlich, bodenständig, nicht besserwisserisch. […] Ein Mix aus Klamauk und Nostalgie, ein Heimatfilm, der unterhält und zu Herzen geht, mit spirituellem Mehrwert.“
Die Filmzeitschrift Cinema vergibt eine Wertung von 75 % für die „warmherzige Kulturclashkomödie über eine esoterische Sekte und ihre obskuren Rituale“ und schreibt: „Rosenmüllers Film besteht aus vielen liebevoll beobachteten Details und kauzigen Charakterzeichnungen. Das schrullige Gebaren der Sannyasin wird augenzwinkernd persifliert, ohne sie je der Lächerlichkeit preiszugeben.“
Bianka Piringer schreibt auf kino-zeit.de: „Rosenmüller inszeniert das Kommunenleben als reine Persiflage, die erwachsenen Mitglieder sind weniger ernstzunehmende Charaktere, als überzeichnete Comedyfiguren. Ihr hervorstechendstes Merkmal ist kindliche Begeisterung […] Wie in Wer früher stirbt ist länger tot trifft der Regisseur auch diesmal wieder einen komödiantischen Ton, der sich vor den Widrigkeiten im dörflichen Leben nicht scheut und dabei immer wieder auf erfrischende Weise entlarvend wirkt. […] Auch die zur Illustration von Tagträumen und Fantasien verwendeten Effekte erinnern an den märchenhaften Zauber des Erstlingsfilms. Ebenfalls geblieben ist der Grundton der Erzählung, der ebenso milde wie verschmitzt ist“.
Vision Kino, eine Initiative öffentlicher und privater Institutionen zur Medienbildung in der Schule, empfahl den Film für die pädagogische Arbeit ab der 7. Schulklasse. Die „leichte Komödie, die die Welt der Erwachsenen aus Kinderaugen zeigt“, biete Anknüpfungspunkte bei Themen wie persönlichen Lebensvorstellungen, Bigotterie und Lügen seitens der Erwachsenen, Vorurteilen und Abgrenzung von Gruppen, Glaubensfragen und Weltanschauungen sowie bei der Frage, ob die Bhagwan-Bewegung eine Sekte war.
Einige Kritiker zeigten sich darüber enttäuscht, dass Sommer in Orange nicht die Originalität von Wer früher stirbt ist länger tot oder die Subtilität der vorherigen Roxy-Film-Produktion Almanya – Willkommen in Deutschland erreiche. So Sandra Zistl, die in Focus-Online schreibt: „Subtiler, liebevoller Humor ist mehr als die erstbesten Gags, die sich aufdrängen, wenn ‚Preißn‘ in ein bayerisches Dorf eindringen und nicht den geringsten Versuch unternehmen, sich zu integrieren. Das ist plumper Schenkelklopfer-Humor, der auch dadurch nicht besser wird, dass der Film eine zweite ernste Botschaft hat. Die nämlich, dass die Kommunarden, was den zwischenmenschlichen Besitzanspruch und die Exklusivität ihrer Gruppe betrifft, vielleicht sogar spießiger sind als die Dorfgesellschaft.“

## Auszeichnungen
Bei der Verleihung des österreichischen Fernseh- und Filmpreises Romy war Sommer in Orange 2012 in den Kategorien „Bester Film“ und „Bestes Drehbuch“ nominiert.